# Olympische Sommerspiele 2008/Ringen
Bei den XXIX. Olympischen Sommerspielen 2008 in Peking fanden 18 Wettbewerbe im Ringen statt, davon vier für Frauen und 14 für Männer. Von letzteren waren jeweils sieben im Freistil und im griechisch-römischen Stil, die Frauenwettbewerbe waren allesamt im Freistil. Austragungsort war das China Agricultural University Gymnasium. Wie bei den übrigen Kampfsportarten üblich, gab es keine Entscheidungskämpfe um den dritten Platz, sodass jeweils zwei Sportler eine Bronzemedaille erhielten.

## Bilanz

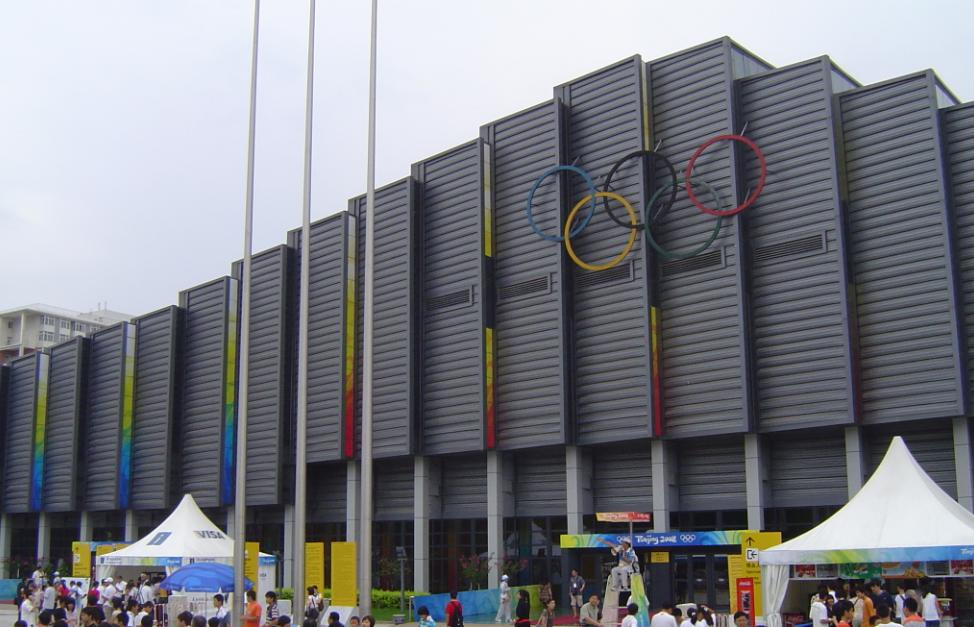
Sporthalle der Landwirtschaftlichen Universität

### Medaillenspiegel
| Platz | Land               | Gold | Silber | Bronze | Gesamt |
| ----- | ------------------ | ---- | ------ | ------ | ------ |
| 1     | Russland           | 7    | 1      | 2      | 10     |
| 2     | Japan              | 2    | 3      | 1      | 6      |
| 3     | Georgien           | 2    | 1      | 1      | 4      |
| 4     | China              | 1    | 2      | 1      | 4      |
| 5     | Frankreich         | 1    | –      | 2      | 3      |
| 5     | Kuba               | 1    | –      | 2      | 3      |
| 5     | Vereinigte Staaten | 1    | –      | 2      | 3      |
| 8     | Kanada             | 1    | –      | 1      | 2      |
| 8     | Kanada             | 1    | –      | 1      | 2      |
| 10    | Italien            | 1    | –      | –      | 1      |
| 11    | Bulgarien          | –    | 1      | 3      | 4      |
| 11    | Ukraine            | –    | 1      | 3      | 4      |
| 13    | Aserbaidschan      | –    | 1      | 2      | 3      |
| 13    | Kasachstan         | –    | 1      | 2      | 3      |
| 13    | Kirgisistan        | –    | 1      | 2      | 3      |
| 16    | Belarus            | –    | 1      | 1      | 2      |
| 17    | Deutschland        | –    | 1      | –      | 1      |
| 17    | Litauen            | –    | 1      | –      | 1      |
| 17    | Slowakei           | –    | 1      | –      | 1      |
| 17    | Tadschikistan      | –    | 1      | –      | 1      |
| 17    | Ungarn             | –    | 1      | –      | 1      |
| 22    | Armenien           | –    | –      | 2      | 2      |
| 23    | Indien             | –    | –      | 1      | 1      |
| 23    | Iran               | –    | –      | 1      | 1      |
| 23    | Kolumbien          | –    | –      | 1      | 1      |
| 23    | Polen              | –    | –      | 1      | 1      |
| 23    | Rumänien           | –    | –      | 1      | 1      |
| 23    | Südkorea           | –    | –      | 1      | 1      |
| 23    | Tschechien         | –    | –      | 1      | 1      |

### Medaillengewinner
| Konkurrenz        | Gold                 | Silber              | Bronze                             |
| ----------------- | -------------------- | ------------------- | ---------------------------------- |
| Klasse bis 55 kg  | Henry Cejudo         | Tomohiro Matsunaga  | Bessik Kuduchow Radoslaw Welikow   |
| Klasse bis 60 kg  | Mawlet Batirow       | Ken’ichi Yumoto     | Basar Basargurujew Morad Mohammadi |
| Klasse bis 66 kg  | Ramazan Şahin        | Andrij Stadnik      | Sushil Kumar Otar Tuschischwili    |
| Klasse bis 74 kg  | Buwaissar Saitijew   | Murad Hajdarau      | Ștefan Gheorghiță Kiril Tersiew    |
| Klasse bis 84 kg  | Rewas Mindoraschwili | Jussuf Abdussalomow | Taras Danko Georgi Ketojew         |
| Klasse bis 96 kg  | Schirwani Muradow    | Giorgi Gogschelidse | Martinez Batista Xetaq Qazyumov    |
| Klasse bis 120 kg | Bachtijar Achmedow   | David Musuľbes      | Marid Mutalimow Disney Rodríguez   |

| Konkurrenz        | Gold                | Silber               | Bronze                              |
| ----------------- | ------------------- | -------------------- | ----------------------------------- |
| Klasse bis 55 kg  | Nasir Mankijew      | Rövşən Bayramov      | Roman Amojan Park Eun-chul          |
| Klasse bis 60 kg  | Islambek Albijew    | Nurbakyt Tengisbajew | Jiang Sheng Ruslan Tümönbajew       |
| Klasse bis 66 kg  | Steeve Guénot       | Kanatbek Begalijew   | Michail Sjamjonau Armen Wardanjan   |
| Klasse bis 74 kg  | Manuchar Kwirkwelia | Chang Yongxiang      | Christophe Guénot Jawor Janakiew    |
| Klasse bis 84 kg  | Andrea Minguzzi     | Zoltán Fodor         | Nazmi Avluca                        |
| Klasse bis 96 kg  | Aslanbek Chuschtow  | Mirko Englich        | Marek Švec Adam Wheeler             |
| Klasse bis 120 kg | Mijaín López        | Mindaugas Mizgaitis  | Juri Patrikejew Yannick Szczepaniak |

| Konkurrenz       | Gold          | Silber             | Bronze                              |
| ---------------- | ------------- | ------------------ | ----------------------------------- |
| Klasse bis 48 kg | Carol Huynh   | Chiharu Ichō       | Iryna Merleni Mariya Stadnik        |
| Klasse bis 55 kg | Saori Yoshida | Xu Li              | Jackeline Rentería Tonya Verbeek    |
| Klasse bis 63 kg | Kaori Ichō    | Aljona Kartaschowa | Randi Miller Jelena Schalygina      |
| Klasse bis 72 kg | Wang Jiao     | Stanka Slatewa     | Kyōko Hamaguchi Agnieszka Wieszczek |

## Qualifikation
Pro Wettbewerb durfte maximal ein Starter eines NOK an den Start gehen. Dafür musste das NOK bei diversen Qualifikationswettkämpfen Quotenplätze erringen. Hauptqualifikationswettkampf waren die Weltmeisterschaften 2007 in Baku, hinzu kamen mehrere kontinentale und interkontinentale Veranstaltungen im Jahr 2008. Schließlich wurden über alle Gewichtsklassen verteilt noch sieben weitere Plätze per Einladung vergeben, wobei Vertreter des Gastgeberlandes China im Zweifelsfall erste Wahl sein sollten. Am Ende nahmen in jedem Wettbewerb zwischen 16 und 21 Athleten teil.

## Ergebnisse Freistil Männer

### Klasse bis 55 kg (Bantamgewicht)
| Platz | Land | Sportlerin               |
| ----- | ---- | ------------------------ |
| 1     | USA  | Henry Cejudo             |
| 2     | JPN  | Tomohiro Matsunaga       |
| 3     | RUS  | Bessik Kuduchow          |
| 3     | BUL  | Radoslaw Welikow         |
| 5     | AZE  | Namiq Sevdimov           |
| 5     | UZB  | Dilshod Mansurov         |
| 7     | BLR  | Ryswan Hadschyjeu        |
| 8     | GEO  | Bessarion Gotschaschwili |

Datum: 19. August 2008

19 Teilnehmer aus 19 Ländern

### Klasse bis 60 kg (Federgewicht)
| Platz | Land | Sportlerin         |
| ----- | ---- | ------------------ |
| 1     | RUS  | Mawlet Batirow     |
| 2     | JPN  | Ken’ichi Yumoto    |
| 3     | KGZ  | Basar Basargurujew |
| 3     | IRI  | Morad Mohammadi    |
| 5     | AZE  | Zəlimxan Hüseynov  |
| 6     | MKD  | Murad Ramasanow    |
| 7     | CUB  | Yandro Quintana    |
| 8     | IND  | Yogeshwar Dutt     |

Datum: 19. August 2008

19 Teilnehmer aus 19 Ländern
Das Internationale Olympische Komitee (IOC) erkannte am 5. April 2017 dem ursprünglich zweitplatzierten Ukrainer Wassyl Fedoryschyn die Silbermedaille wegen Dopings ab.

### Klasse bis 66 kg (Leichtgewicht)
| Platz | Land | Sportlerin               |
| ----- | ---- | ------------------------ |
| 1     | TUR  | Ramazan Şahin            |
| 2     | UKR  | Andrij Stadnik           |
| 3     | IND  | Sushil Kumar             |
| 3     | GEO  | Otar Tuschischwili       |
| 5     | CUB  | Geandry Garzón Caballero |
| 5     | KAZ  | Leonid Spiridonow        |
| 7     | RUS  | Irbek Farnijew           |
| 8     | MGL  | Bujandschawyn Batdsorig  |
|       |      |                          |
| 21    | SUI  | Grégory Sarrasin         |

Datum: 20. August 2008

21 Teilnehmer aus 21 Ländern

### Klasse bis 74 kg (Weltergewicht)
| Platz | Land | Sportlerin         |
| ----- | ---- | ------------------ |
| 1     | RUS  | Buwaissar Saitijew |
| 2     | BLR  | Murad Hajdarau     |
| 3     | ROM  | Ștefan Gheorghiță  |
| 3     | BUL  | Kiril Tersiew      |
| 5     | CUB  | Iván Fundora       |
| 6     | USA  | Ben Askren         |
| 7     | KGZ  | Arsen Gitinow      |
| 8     | GRE  | Emzarios Bedinidis |

Datum: 20. August 2008

21 Teilnehmer aus 21 Ländern
Nachtests im Oktober 2016 ergaben, dass der ursprünglich zweitplatzierte Usbeke Soslan Tigiyev gedopt gewesen war. Das IOC erkannte ihm daraufhin die Silbermedaille ab und der Rumäne Ștefan Gheorghiță rückte auf den Bronzerang vor.

### Klasse bis 84 kg (Mittelgewicht)
| Platz | Land | Sportlerin           |
| ----- | ---- | -------------------- |
| 1     | GEO  | Rewas Mindoraschwili |
| 2     | TJK  | Jussuf Abdussalomow  |
| 3     | UKR  | Taras Danko          |
| 3     | RUS  | Georgi Ketojew       |
| 5     | TUR  | Serhat Balcı         |
| 5     | GER  | David Bichinashvili  |
| 7     | AZE  | Novruz Temrezov      |
| 8     | ARM  | Harutjun Jenokjan    |

Datum: 21. August 2008

20 Teilnehmer aus 20 Ländern

### Klasse bis 96 kg (Schwergewicht)
| Platz | Land | Sportlerin          |
| ----- | ---- | ------------------- |
| 1     | RUS  | Schirwani Muradow   |
| 2     | GEO  | Giorgi Gogschelidse |
| 3     | CUB  | Michel Batista      |
| 3     | AZE  | Xetaq Qazyumov      |
| 5     | UKR  | Heorhij Tibilow     |
| 6     | UZB  | Kurban Kurbanov     |
| 7     | HUN  | Gergely Kiss        |
| 8     | TUR  | Hakan Koç           |

Datum: 21. August 2008

19 Teilnehmer aus 19 Ländern
Bei umfangreichen Nachtests 2016 wurde die Dopingprobe des zweitplatzierten Kasachen Taimuras Tigijew mit verbesserten Methoden erneut getestet und ein positiver Befund festgestellt. Daraufhin disqualifizierte ihn das IOC und entzog ihm die Silbermedaille.

### Klasse bis 120 kg (Superschwergewicht)
| Platz | Land | Sportlerin            |
| ----- | ---- | --------------------- |
| 1     | RUS  | Bachtijar Achmedow    |
| 2     | SVK  | David Musuľbes        |
| 3     | KAZ  | Marid Mutalimow       |
| 3     | CUB  | Disney Rodríguez      |
| 5     | IRI  | Fardin Masoumi Valadi |
| 6     | USA  | Steve Mocco           |
| 7     | HUN  | Ottó Aubéli           |
| 8     | TUR  | Aydın Polatçı         |

Datum: 21. August 2008

20 Teilnehmer aus 20 Ländern
Das IOC erkannte am 5. April 2017 dem ursprünglich erstplatzierten Usbeken Artur Taymasow die Goldmedaille wegen Dopings ab.

## Ergebnisse griechisch-römischer Stil Männer

### Klasse bis 55 kg (Bantamgewicht)
| Platz | Land | Sportlerin        |
| ----- | ---- | ----------------- |
| 1     | RUS  | Nasir Mankijew    |
| 2     | AZE  | Rövşən Bayramov   |
| 3     | ARM  | Roman Amojan      |
| 3     | KOR  | Park Eun-chul     |
| 5     | CUB  | Yasnier Hernández |
| 5     | IRI  | Hamid Soryan      |
| 7     | SRB  | Kristijan Fris    |
| 8     | USA  | Spenser Mango     |

Datum: 12. August 2008

19 Teilnehmer aus 19 Ländern

### Klasse bis 60 kg (Federgewicht)
| Platz | Land | Sportlerin           |
| ----- | ---- | -------------------- |
| 1     | RUS  | Islambek Albijew     |
| 2     | KAZ  | Nurbakyt Tengisbajew |
| 3     | CHN  | Jiang Sheng          |
| 3     | KGZ  | Ruslan Tümönbajew    |
| 5     | CUB  | Roberto Monzón       |
| 6     | BUL  | Armen Nasarjan       |
| 7     | ROM  | Eusebiu Diaconu      |
| 8     | KOR  | Jung Ji-hyun         |

Datum: 12. August 2008

20 Teilnehmer aus 20 Ländern
Der ursprünglich zweitplatzierte Aserbaidschaner Vitali Rəhimov trat gedopt an, wie bei umfangreichen Nachtests im November 2016 deutlich wurde. Daher disqualifizierte ihn das IOC nachträglich und erkannte ihm die erschlichene Silbermedaille ab.

### Klasse bis 66 kg (Leichtgewicht)
| Platz | Land | Sportlerin          |
| ----- | ---- | ------------------- |
| 1     | FRA  | Steeve Guénot       |
| 2     | KGZ  | Kanatbek Begalijew  |
| 3     | BLR  | Michail Sjamjonau   |
| 3     | UKR  | Armen Wardanjan     |
| 5     | KAZ  | Darchan Bajachmetow |
| 5     | BUL  | Nikolaj Gergow      |
| 7     | RUS  | Sergei Kowalenko    |
| 8     | HUN  | Tamás Lőrincz       |
|       |      |                     |
| 18    | GER  | Marcus Thätner      |

Datum: 13. August 2008

20 Teilnehmer aus 20 Ländern

### Klasse bis 74 kg (Weltergewicht)
| Platz | Land | Sportlerin            |
| ----- | ---- | --------------------- |
| 1     | GEO  | Manuchar Kwirkwelia   |
| 2     | CHN  | Chang Yongxiang       |
| 3     | FRA  | Christophe Guénot     |
| 3     | BUL  | Jawor Janakiew        |
| 5     | HUN  | Péter Bácsi           |
| 5     | BLR  | Aleh Michalowitsch    |
| 7     | RUS  | Warteres Samurgaschew |
| 8     | KAZ  | Roman Meljoschin      |

Datum: 13. August 2008

20 Teilnehmer aus 20 Ländern

### Klasse bis 84 kg (Mittelgewicht)
| Platz | Land           | Sportlerin       |
| ----- | -------------- | ---------------- |
| 1     | ITA            | Andrea Minguzzi  |
| 2     | HUN            | Zoltán Fodor     |
| 3     | TUR            | Nazmi Avluca     |
| 3     | nicht vergeben |                  |
| 5     | FRA            | Mélonin Noumonvi |
| 5     | CHN            | Ma Sanyi         |
| 7     | ARM            | Denis Forow      |
| 8     | AZE            | Şalva Qadabadze  |

Datum: 14. August 2008

20 Teilnehmer aus 20 Ländern
Für einen Eklat sorgte der Schwede Ara Abrahamian, der dem internationalen Ringerverband FILA aus Enttäuschung über das verlorene Halbfinale vorwarf, nicht fair zu handeln. Seine errungene Bronzemedaille legte er auf der Ringermatte ab, da sie für ihn nach eigenen Aussagen nichts zählte, sondern nur die Goldmedaille. Anschließend trat er vom Leistungssport zurück. Später erkannte das IOC Abrahamian die Bronzemedaille wegen unsportlichen Verhaltens auch öffentlich ab. Allerdings wurde die Medaille nicht neu vergeben, sodass es nur einen Bronzemedaillengewinner gibt. Abrahamian, der in Athen Silber geholt hatte, hatte im Halbfinale gegen den späteren Olympiasieger aus Italien, Andrea Minguzzi, nach einer umstrittenen Entscheidung verloren. Minguzzi schlug im Finale den Ungarn Zoltán Fodor mit 6:2.

### Klasse bis 96 kg (Schwergewicht)
| Platz | Land | Sportlerin         |
| ----- | ---- | ------------------ |
| 1     | RUS  | Aslanbek Chuschtow |
| 2     | GER  | Mirko Englich      |
| 3     | CZE  | Marek Švec         |
| 3     | USA  | Adam Wheeler       |
| 5     | KOR  | Han Tae-young      |
| 6     | LTU  | Mindaugas Ežerskis |
| 7     | ALB  | Elis Guri          |
| 8     | CHN  | Jiang Huachen      |

Datum: 14. August 2008

20 Teilnehmer aus 20 Ländern
Der ursprünglich drittplatzierte Kasache Ässet Mämbetow war gedopt, wie Nachtests im November 2016 belegten. Das IOC disqualifizierte ihn nachträglich und erkannte ihm die erschlichene Bronzemedaille ab.

### Klasse bis 120 kg (Superschwergewicht)
| Platz | Land | Sportlerin          |
| ----- | ---- | ------------------- |
| 1     | CUB  | Mijaín López        |
| 2     | LTU  | Mindaugas Mizgaitis |
| 3     | ARM  | Juri Patrikejew     |
| 3     | FRA  | Yannick Szczepaniak |
| 5     | SWE  | Jalmar Sjöberg      |
| 6     | USA  | Dremiel Byers       |
| 7     | HUN  | Mihály Deák Bárdos  |
| 8     | CHN  | Liu Deli            |

Datum: 14. August 2008

20 Teilnehmer aus 20 Ländern

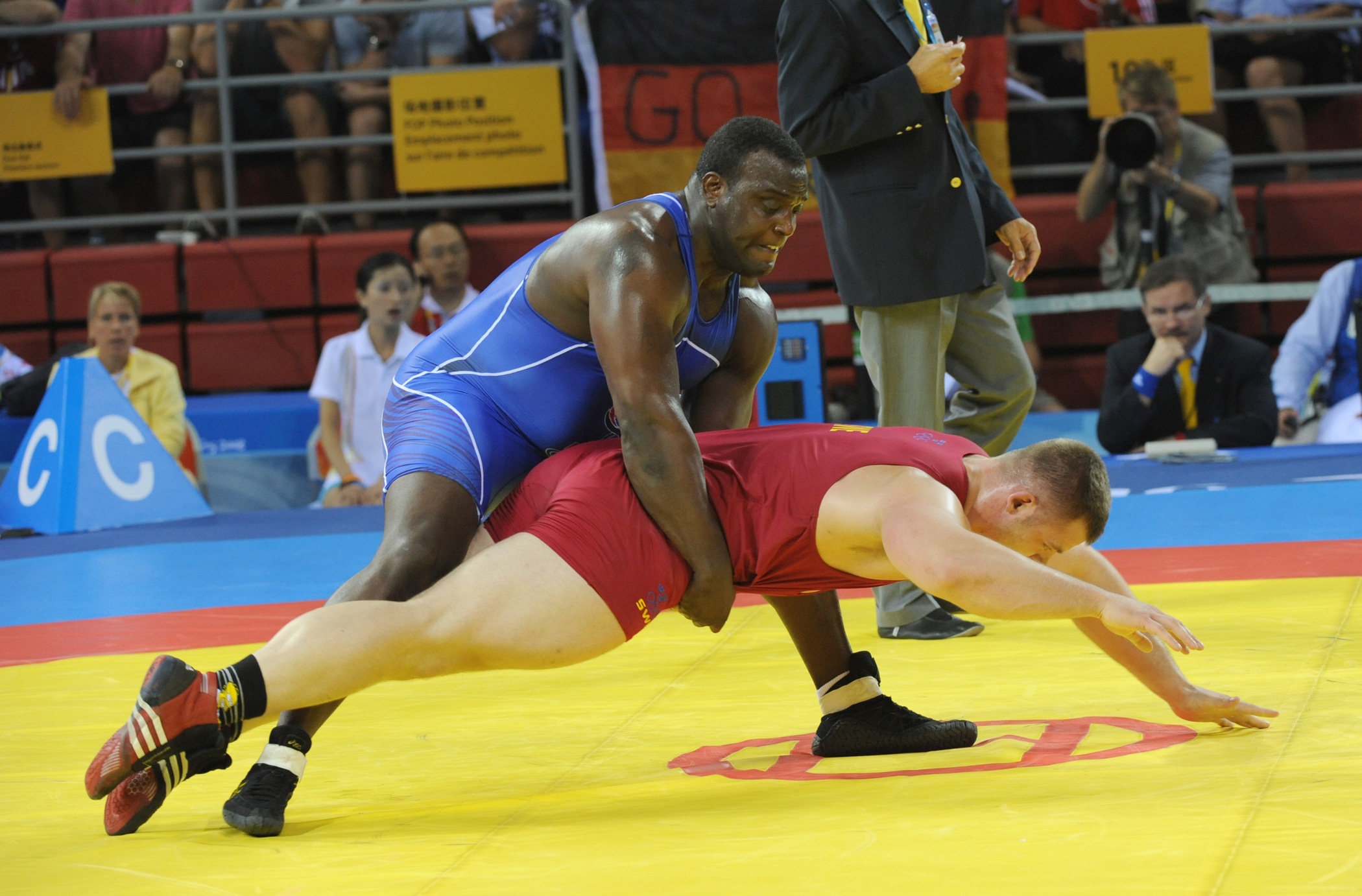
Viertelfinalbegegnung zwischen Dremiel Byers (USA) und Jalmar Sjöberg (Schweden)

Bei den Olympischen Spielen war der zweitplatzierte Russe Chassan Barojew mit Turinabol gedopt. Die damals mit illegalen Mitteln errungene Silbermedaille wurde am 17. November 2016 vom IOC nachträglich aberkannt.

## Ergebnisse Freistil Frauen

### Klasse bis 48 kg (Fliegengewicht)
| Platz | Land | Sportlerin       |
| ----- | ---- | ---------------- |
| 1     | CAN  | Carol Huynh      |
| 2     | JPN  | Chiharu Ichō     |
| 3     | UKR  | Iryna Merleni    |
| 3     | AZE  | Mariya Stadnik   |
| 5     | USA  | Clarissa Chun    |
| 5     | KAZ  | Tatjana Bakatjuk |
| 7     | KOR  | Kim Hyung-joo    |
| 8     | CHN  | Li Xiaomei       |

Datum: 16. August 2008

17 Teilnehmerinnen aus 17 Ländern

### Klasse bis 55 kg (Leichtgewicht)

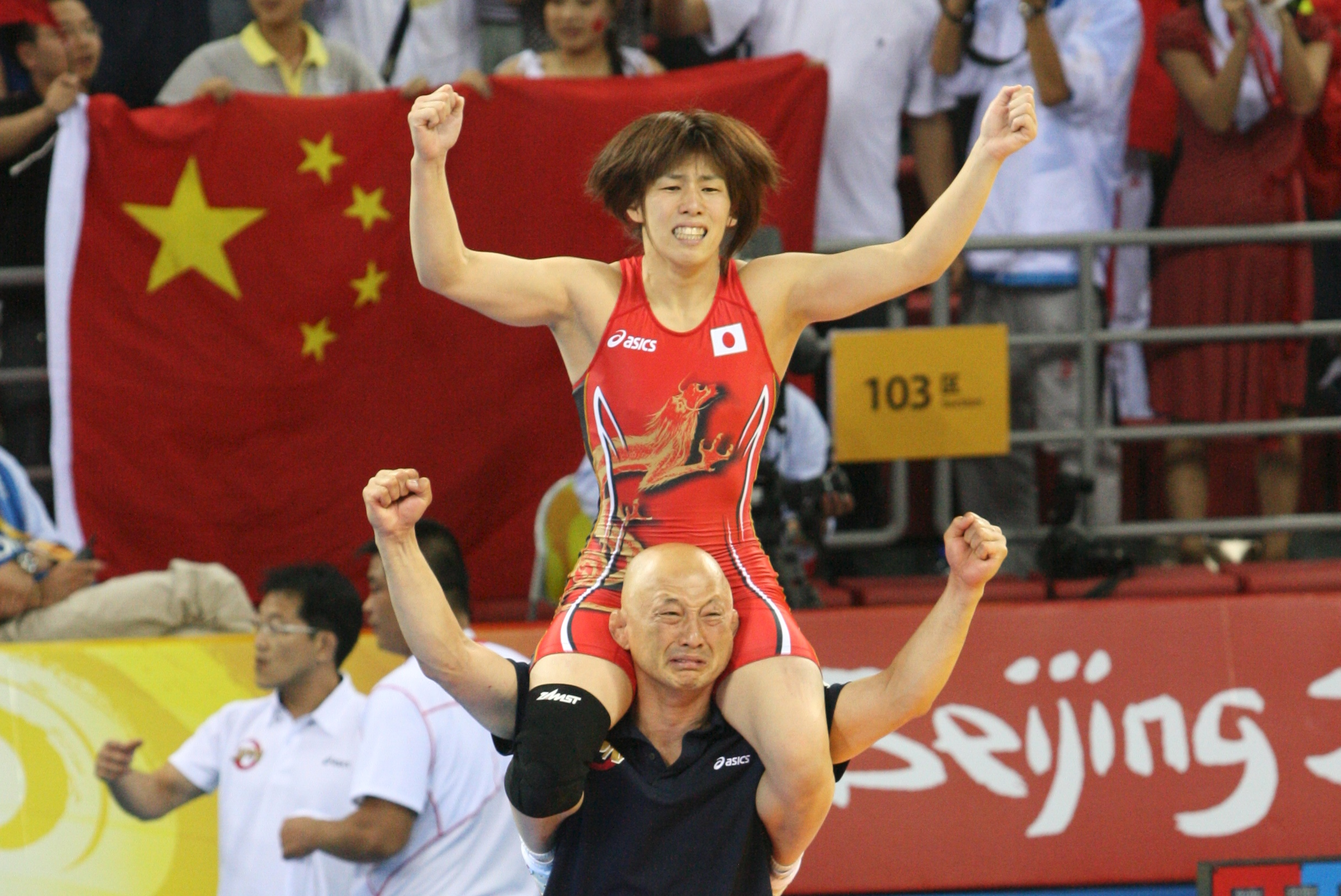
Saori Yoshida feiert ihren Sieg

| Platz | Land | Sportlerin         |
| ----- | ---- | ------------------ |
| 1     | JPN  | Saori Yoshida      |
| 2     | CHN  | Xu Li              |
| 3     | COL  | Jackeline Rentería |
| 3     | CAN  | Tonya Verbeek      |
| 5     | SWE  | Ida-Theres Nerell  |
| 5     | ROU  | Ana Maria Pavăl    |
| 7     | KAZ  | Olga Smirnowa      |
| 8     | RUS  | Natalja Golz       |

Datum: 16. August 2008

17 Teilnehmerinnen aus 17 Ländern

### Klasse bis 63 kg (Mittelgewicht)
| Platz | Land | Sportlerin         |
| ----- | ---- | ------------------ |
| 1     | JPN  | Kaori Ichō         |
| 2     | RUS  | Aljona Kartaschowa |
| 3     | USA  | Randi Miller       |
| 3     | KAZ  | Jelena Schalygina  |
| 5     | CAN  | Martine Dugrenier  |
| 5     | FRA  | Lise Legrand       |
| 7     | BUL  | Elina Wassewa      |
| 8     | POL  | Monika Michalik    |

Datum: 17. August 2008

17 Teilnehmerinnen aus 17 Ländern

### Klasse bis 72 kg (Schwergewicht)
| Platz | Land | Sportlerin          |
| ----- | ---- | ------------------- |
| 1     | CHN  | Wang Jiao           |
| 2     | BUL  | Stanka Slatewa      |
| 3     | JPN  | Kyōko Hamaguchi     |
| 3     | POL  | Agnieszka Wieszczek |
| 5     | USA  | Ali Bernard         |
| 5     | ESP  | Maider Unda         |
| 7     | GER  | Anita Schätzle      |
| 8     | BRA  | Rosângela Conceição |

Datum: 17. August 2008

16 Teilnehmerinnen aus 16 Ländern